# L'últim partit
L'últim partit (títol original en anglès: Drive, He Said) és una pel·lícula estatunidenc dirigida per Jack Nicholson, del 1971. Es tracta de la primera realització de Jack Nicholson, si es deixa de costat la pel·lícula El terror on no és surt als crèdits com a director al costat de Roger Corman. La pel·lícula adapta la novel·la de Jeremy Larner que participa com a coguionista. Ha estat doblada al català.

## Argument
Segueix l'estat d'ànim d'un universitari, jugador de bàsquet, així com del seu entrenador i del seu cercle proper; sobre els seus amics i els seus amors, amb el rerefons de la Guerra del Vietnam i de contestació.

## Repartiment
- William Tepper: Hector
- Karen Black: Olive
- Michael Margotta: Gabriel
- Bruce Dern: Coach Bullion
- Robert Towne: Richard
- Henry Jaglom: Conrad
- Don Hanmer: Director d'Athletics
- Joseph Walsh: Anunciador
- Charles Robinson: Jollop
- David Ogden Stiers: Pro Owner

## Premis i nominacions
Nominacions
- 1971: Palma d'Or